# Elena Donaldson-Akhmilovskaya
Elena Donaldson-Akhmilovskaya (nascuda Elena Bronislavovna Akhmilovskaya, rus: Елена Брониславовна Ахмыловская; 11 de març de 1957 – 18 de novembre de 2012) va ser una jugadora d'escacs estatunidenca d'origen rus, nascuda a la Unió Soviètica. Va obtenir el títol de Gran Mestre Femení el 1977. Va guanyar el torneig de candidates el 1986 i més tard el mateix any va jugar un matx contra Maia Chiburdanidze a Sofia pel títol del Campionat del Món femení, però el va perdre per 8½–5½.

## Biografia i carrera escaquística

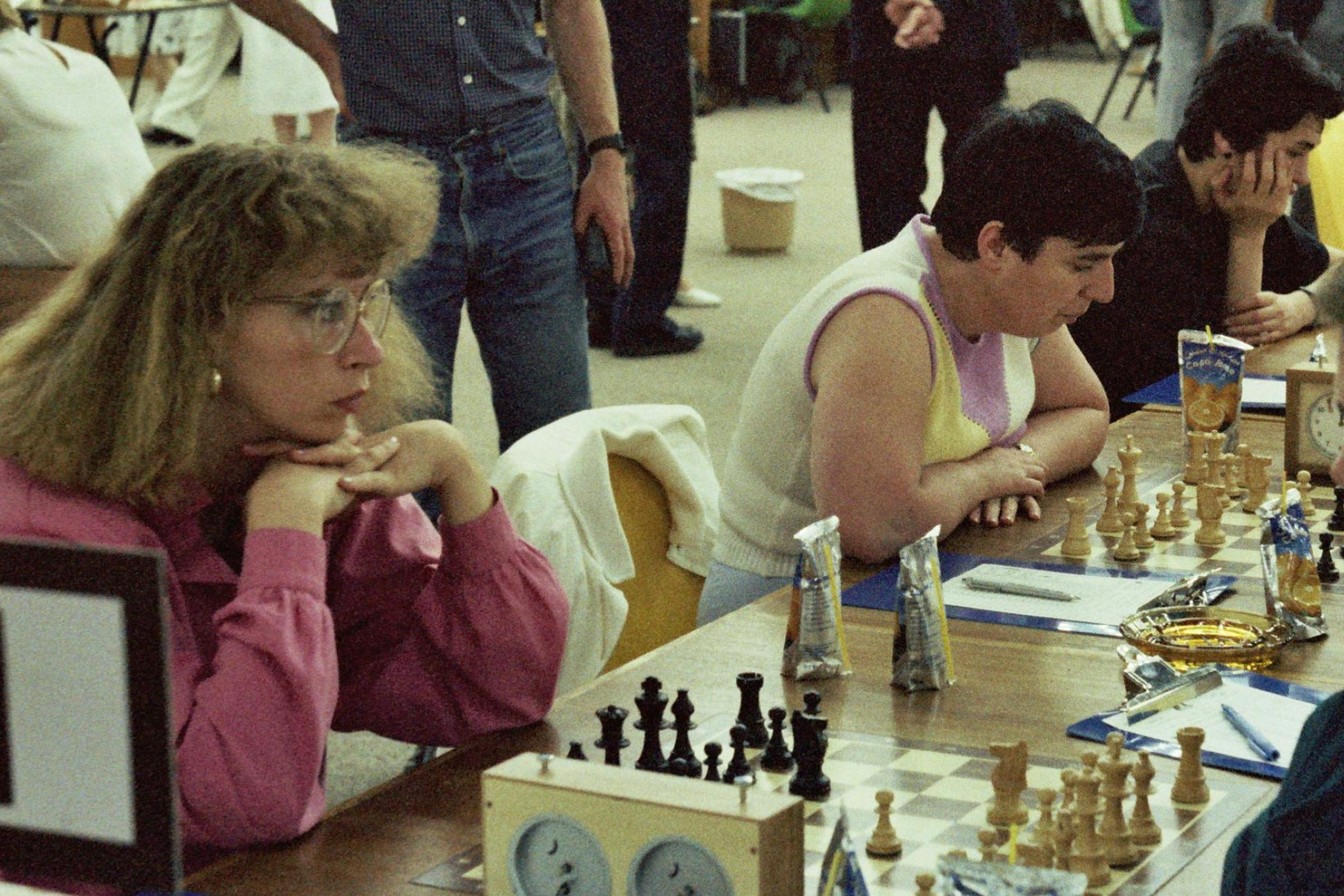
L'equip soviètic a l'Olimpíada d'escacs de 1986: Akhmilovskaya, Gaprindashvili i Alexandria

Donaldson-Akhmilovskaya va néixer a Leningrad en una família on tots els seus membres jugaven als escacs. El 1969 la família es va traslladar a Krasnoiarsk, on va començar a jugar als escacs al cercle local d'escacs del Palau dels Pioners. Va viure a Sotxi, després a Tbilisi, Geòrgia, des de 1979 fins a 1988, quan va fugir sobtadament als Estats Units en casar-se amb el capità de l'equip nord-americà John Donaldson a l'Olimpíada d'escacs de 1988 de Tessalònica, Grècia.
Va viure a la zona de Seattle amb el seu nou marit, Georgi Orlov (ell mateix un Mestre Internacional) i el seu fill després de 1990. La seva filla d'un matrimoni anterior també vivia a Seattle. Va guanyar el Campionat d'escacs femení dels Estats Units el 1990 i el 1994 i va empatar al primer lloc al campionat del 1993.
L'any 2010 va rebre el títol d'Instructor de la FIDE. Va morir de càncer cerebral el 2012 a Kirkland (Washington).